# Mount Gordon Mine
Die Mount Gordon Mine ist ein Kupferbergwerk im Nordwesten von Queensland in Australien, etwa 120 Kilometer nördlich von Mount Isa. In dem Gebiet des Bergwerks befinden sich zwei Kupferoxid-Erzkörper, die Mammoth- und die Esperanza-Lagerstätte. Die Mount Gordon Mine betreibt die Aditya Birla Minerals, eine 100-prozentige Tochter der indischen Hindalco Industries.

## Geschichte
Die Kupferoxid-Lagerstätten wurden 1882 im Gebiet des Mount Oxide entdeckt und 1927 die Lagerstätte Mammoth, die bis 1967 in geringem Umfang abgebaut wurde. Die Bergwerkunternehmen VAM Ltd, Consolidated Goldfields und Adelaide Brighton bauten Kupfer von 1969 bis 1995 ab. Aberfoyle erwarb das Bergwerk 1995 und erkundete die Esperanza-Lagerstätte, bevor sie Western Metals 1998 erwarb. Den Untertagebau des Mammoth-Vorkommens wurde 2002 wieder in Betrieb genommen. Birla kaufte das Bergwerk im Oktober 2003 für AUD 21 Millionen von der Western Metals.

## Birla-Aktivitäten
Die Mount Gordon Mine besteht aus zwei Untertagebauen. Es handelt sich um einen Untertagebau mit einem Konzentrator und einer Kapazität von 1,5 Millionen Tonnen Erz je Jahr. Das Bergwerk stellt jährlich etwa 20.000 Tonnen Kupferkonzentrat her. Die Entwicklung des  Esperanza-South-Untertagebaus wurde 2008 beendet, als der Kupferpreis signifikant fiel. Mitte 2010 wurde bekannt gegeben, dass die Erschließung fortgesetzt wird.
Nach Angaben von Birla beträgt die jährliche Kapazität der Mount Gordon Mine 60.000 Tonnen Kupfer. Im Dezember 2011 gab Birla bekannt, dass die Produktionsziele nicht erreicht werden können und die Mount Gordon Mine lediglich etwa 11.000 bis 14.000 Tonnen Kupferkonzentrat produzieren werde.
Im Oktober 2011 wurde Birla vor Gericht zur Zahlung einer Strafe von AUD 140.000 verurteilt, da es Vorschriften zur Wasserreinhaltung im Betrieb der Mount Gordon Mine nicht eingehalten hatte.
Birla betreibt auch die Nifty Mine in Western Australia und beabsichtigt, ein Fünftel des Kupferkonzentrats in Indien zu verhütten.